# Los Albaricoques (Haití)
Los Albaricoques (en francés Abricots y en criollo haitiano Abriko) es una comuna de Haití que está situada en el distrito de Jérémie, del departamento de Grand'Anse.

## Historia
Fundado como Labissière en 1789, pasó a ser comuna en 1817 con el nombre actual, dado por la gran cantidad de dichos árboles que había en sus tierras.

## Secciones
Está formado por las secciones de:
- Anse du Clerc
- Balisiers (que abarca la villa de Les Abricots)
- Danglise
- La Seringue

## Demografía
| Gráfica de evolución demográfica de Los Albaricoques entre 2009 y 2015 |
|                                                                        |

Los datos demográficos contemplados en este gráfico de la comuna de Los Albaricoques son estimaciones que se han cogido de 2009 a 2015 de la página del Instituto Haitiano de Estadística e Informática (IHSI). 